# Sedum aetnense
Sedum aetnense es una especie de la familia de las crasuláceas. 

## Descripción
Es una planta anual, glabra, rojiza o glauca. Raíz principal ± desarrollada. Tallo de 1,6(6) cm, erecto. Hojas de 3-4 x 1,5-2 mm, alternas, erectas, que llegan a ocultar el tallo, oblongas, engrosadas, con espolón escarioso en la base, margen ciliado y denticulado. Flores tetrámeras o pentámeras, solitarias, sésiles, axilares. Sépalos 2-3 mm, libres, estrechamente lanceolados, margen ciliado. Pétalos 1,5-2,5 mm, más cortos que los sépalos, estrechamente lanceolados, agudos, blanquecinos con textura escariosa. Estambres 4-5, de la misma longitud que los pétalos; anteras amarillas. Folículos c. 2,5 mm, aproximadamente de la misma longitud que los sépalos o algo más cortos, erectos o erecto-divergentes, papilosos, de color rojo obscuro; estilo corto. Semillas ovoides, apiculadas; testa reticulada; ápice agudo. Tiene un número de cromosomas de 2n = 26*, 52*.

## Distribución y hábitat
Se encuentra en lugares encharcados temporalmente; a una altitud de 700-1400 metros en el Mediterráneo, haciéndose más escasa hacia el SW. Dispersa por el C, S y NW de la península ibérica.

## Taxonomía
Sedum aetnense fue descrita por Vincenzo Tineo y publicado en Fl. Sicul. Syn. 2: 826 (1845)
Etimología
Ver: Sedum
aetnense: epíteto latino que significa "del Monte Etna".
Sinonimia
- Macrosepalum aetnense (Tineo) Palanov
- Macrosepalum tetramerum (Trautv.) Palanov
- Macrosepalum turkestanicum Regel & Schmalh.
- Sedum acre subsp. tetramerum Breistr.
- Sedum albanicum Beck
- Sedum skorpilii Velen.
- Sedum tetramerum Trautv.[4]